# Bocus excelsus
Bocus excelsus är en spindelart som beskrevs av George William Peckham och Elizabeth Maria Gifford Peckham 1892. Bocus excelsus ingår i släktet Bocus och familjen hoppspindlar. Inga underarter finns listade.